# Cyrtonastes peloponnesiacus
Cyrtonastes peloponnesiacus é uma espécie de artrópode pertencente à família Chrysomelidae.